# Plectopycnis coccolobae
Plectopycnis coccolobae är en svampart som beskrevs av Bat. & A.F. Vital 1959. Plectopycnis coccolobae ingår i släktet Plectopycnis, klassen Dothideomycetes, divisionen sporsäcksvampar och riket svampar.   Inga underarter finns listade i Catalogue of Life.